# Gordon Christian
Pour les articles homonymes, voir Christian.
Gordon Eugene Christian, né le 21 novembre 1927 à Warroad dans le Minnesota et mort le 2 juin 2017 à Grand Forks (Dakota du Nord), est un joueur américain de hockey sur glace.

## Carrière
Gordon Christian a joué pour l'université du Dakota du Nord de 1947 à 1950.
En équipe nationale, il dispute avec l'équipe des États-Unis de hockey sur glace les Jeux olympiques de 1956, remportant la médaille d'argent.
Ses frères Bill et Roger Christian sont champions olympiques de hockey sur glace en 1960 et son neveu Dave Christian est champion olympique en 1980.